# Ralf Bartels

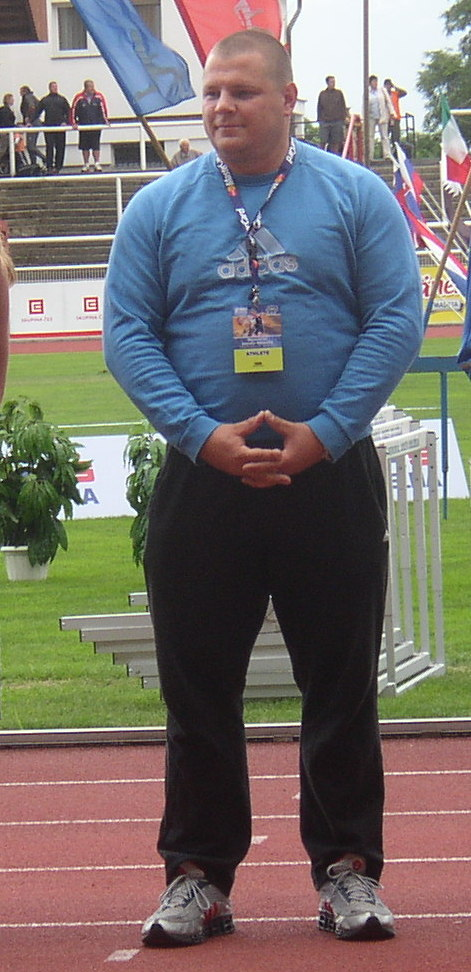
Ralf Bartels podczas memoriału Josefa Odložila w Pradze (2008)

Ralf Bartels (ur. 28 sierpnia 1978 w Malchin) – niemiecki lekkoatleta specjalizujący się w pchnięciu kulą.
Olimpijczyk z Aten (2004) – podczas występu w Grecji zajął 8. miejsce. Dwukrotny brązowy medalista mistrzostw świata. W 2002 i w 2010 roku był trzeci, a w 2006 stanął na najwyższym stopniu podium mistrzostw Europy. Medalista halowych mistrzostw świata oraz halowych mistrzostw Starego Kontynentu. Jako junior zdobył złote medale w mistrzostwach świata U19 oraz w mistrzostwach Europy U19. W dorobku ma również zwycięstwa w pucharze Europy, halowym pucharze Europy oraz pucharze świata. Wielokrotny mistrz Niemiec zarówno na stadionie, jak i w hali.

## Osiągnięcia
| Rok  | Impreza                                 | Miejsce               | Pozycja           | Wynik |
| ---- | --------------------------------------- | --------------------- | ----------------- | ----- |
| 1996 | Mistrzostwa świata juniorów             | Sydney                | 1. miejsce        | 18,71 |
| 1997 | Mistrzostwa Europy juniorów             | Lublana               | 1. miejsce        | 18,30 |
| 1999 | Młodzieżowe mistrzostwa Europy          | Göteborg              | 6. miejsce        | 18,53 |
| 2001 | Superliga pucharu Europy                | Brema                 | 4. miejsce        | 19,50 |
| 2001 | Mistrzostwa świata                      | Edmonton              | el. – 12. miejsce | 19,41 |
| 2002 | Halowe mistrzostwa Europy               | Wiedeń                | el. – 8. miejsce  | 19,60 |
| 2002 | Superliga pucharu Europy                | Annecy                | 4. miejsce        | 19,85 |
| 2002 | Mistrzostwa Europy                      | Monachium             | 3. miejsce        | 20,58 |
| 2002 | Puchar świata                           | Madryt                | 3. miejsce        | 20,67 |
| 2003 | Halowe mistrzostwa świata               | Birmingham            | el. – 13. miejsce | 19,32 |
| 2003 | Halowy puchar Europy                    | Lipsk                 | 1. miejsce        | 19,69 |
| 2003 | Superliga pucharu Europy                | Florencja             | 5. miejsce        | 19,46 |
| 2003 | Mistrzostwa świata                      | Paryż                 | 5. miejsce        | 20,50 |
| 2004 | Halowe mistrzostwa świata               | Budapeszt             | el. – 6. miejsce  | 19,93 |
| 2004 | Superliga pucharu Europy                | Bydgoszcz             | 3. miejsce        | 20,54 |
| 2004 | Igrzyska olimpijskie                    | Ateny                 | 8. miejsce        | 20,26 |
| 2005 | Superliga pucharu Europy                | Florencja             | 1. miejsce        | 20,76 |
| 2005 | Mistrzostwa świata                      | Helsinki              | 3. miejsce        | 20,76 |
| 2005 | Światowy finał lekkoatletyczny IAAF     | Monako                | 4. miejsce        | 20,53 |
| 2006 | Halowy puchar Europy                    | Moskwa                | 2. miejsce        | 20,59 |
| 2006 | Halowe mistrzostwa świata               | Moskwa                | el. – 12. miejsce | 19,46 |
| 2006 | Superliga pucharu Europy                | Malaga                | 3. miejsce        | 20,43 |
| 2006 | Mistrzostwa Europy                      | Göteborg              | 1. miejsce        | 21,13 |
| 2006 | Puchar świata                           | Ateny                 | 1. miejsce        | 20,67 |
| 2006 | Światowy finał lekkoatletyczny IAAF     | Stuttgart             | 7. miejsce        | 19,49 |
| 2007 | Mistrzostwa świata                      | Osaka                 | 7. miejsce        | 20,45 |
| 2009 | Halowe mistrzostwa Europy               | Turyn                 | 3. miejsce        | 20,39 |
| 2009 | Mistrzostwa świata wojskowych           | Sofia                 | 1. miejsce        | 20,33 |
| 2009 | Mistrzostwa świata                      | Berlin                | 3. miejsce        | 21,37 |
| 2009 | Światowy finał lekkoatletyczny IAAF     | Saloniki              | 5. miejsce        | 20,58 |
| 2010 | Halowe mistrzostwa świata               | Doha                  | 3. miejsce        | 21,44 |
| 2010 | Superliga drużynowych mistrzostw Europy | Bergen                | 2. miejsce        | 20,61 |
| 2010 | Mistrzostwa Europy                      | Barcelona             | 3. miejsce        | 20,93 |
| 2011 | Halowe mistrzostwa Europy               | Paryż                 | 1. miejsce        | 21,16 |
| 2011 | Mistrzostwa świata                      | Daegu                 | 10. miejsce       | 20,14 |
| 2012 | Igrzyska olimpijskie                    | Londyn                | el. – 16. miejsce | 20,00 |
| 2013 | Halowe mistrzostwa Europy               | Göteborg              | 4. miejsce        | 20,16 |
| 2013 | Zimowy puchar Europy w rzutach          | Castellón de la Plana | 7. miejsce        | 19,28 |

## Rekordy życiowe

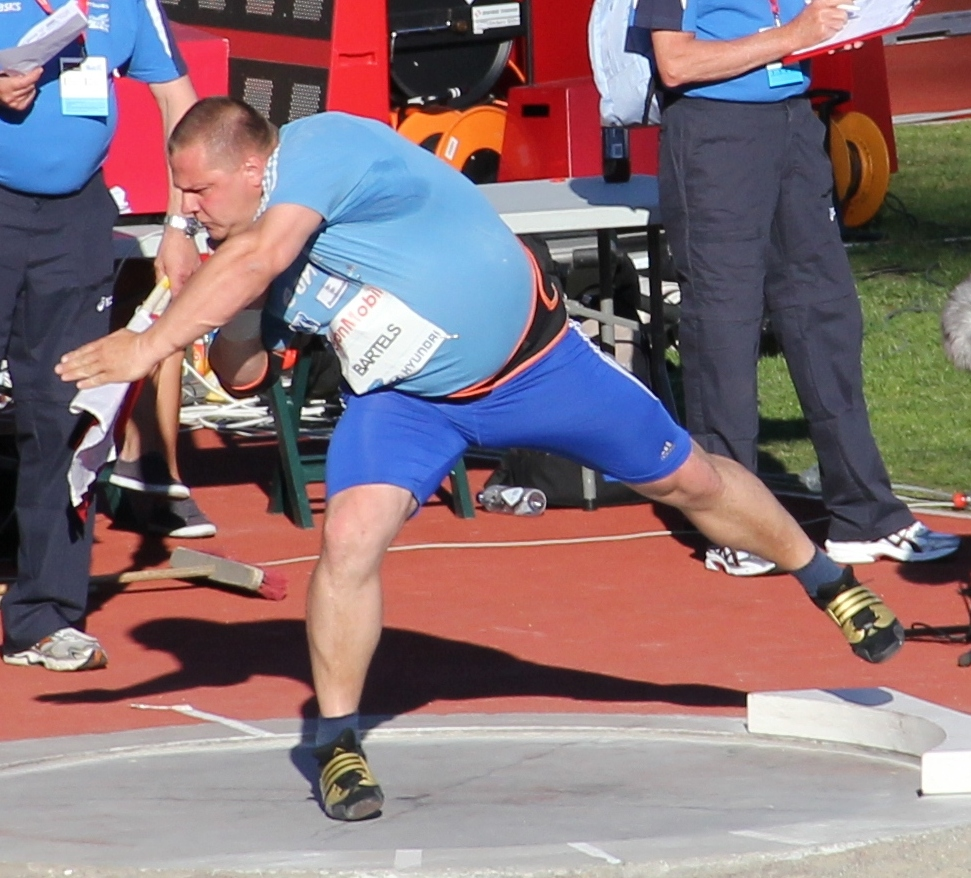
Ralf Bartels podczas mityngu Bislett Games w Oslo (2010)

| Konkurencja              | Wynik | Data             | Miejsce |
| ------------------------ | ----- | ---------------- | ------- |
| pchnięcie kulą (stadion) | 21,37 | 15 sierpnia 2009 | Berlin  |
| pchnięcie kulą (hala)    | 21,44 | 13 marca 2010    | Doha    |